# Fleinøya
Die Fleinøya (sinngemäß aus dem Norwegischen übersetzt Blanke Insel) ist eine kleine Insel vor der Prinz-Harald-Küste des ostantarktischen Königin-Maud-Lands. Im südöstlichen Teil der Lützow-Holm-Bucht liegt sie 600 m nördlich der Landspitze Berrodden.
Norwegische Kartografen kartierten sie anhand von Luftaufnahmen der Lars-Christensen-Expedition 1936/37 als zwei Inseln und benannten die größere von ihnen. Wissenschaftler einer japanischen Antarktisexpedition (1957–1962) ermittelten in der von den Norwegern angegebenen Position nur eine Insel und übertrugen die norwegische Benennung auf diese.